# Třebichovice
Třebichovice är en ort i Tjeckien.   Den ligger i regionen Mellersta Böhmen, i den centrala delen av landet, 27 km väster om huvudstaden Prag. Třebichovice ligger 268 meter över havet och antalet invånare är 522.
Terrängen runt Třebichovice är huvudsakligen lite kuperad. Třebichovice ligger nere i en dal. Runt Třebichovice är det mycket tätbefolkat, med 1 411 invånare per kvadratkilometer. Närmaste större samhälle är Kladno, 5,1 km söder om Třebichovice. Trakten runt Třebichovice består till största delen av jordbruksmark.